# زوگراف (بلغارستان)
زوگراف (به بلغاری: Zograf) یک منطقهٔ مسکونی در بلغارستان است که در استان دوبریچ واقع شده‌است.